# Нефертум
Нефертум или Нефертем е второстепенно божество в египетската митология. Свързан с изначалното сътворение, Нефертум е олицетворение на лотосовия цвят на Ра. Почитан в Долен Египет. Центърът на неговия култ е Мемфис.
Наричан е „лотос от носа на Ра“. Изобразяван е като юноша с украса на главата във вид на лотосов цвят – свещено цвете за древните египтяни, символизиращо красота, чистота, слънце, светлина, раждане, разцъфтяване. Всяка сутрин бог Нефертум става от лотоса и всяка вечер се спуска в свещеното езеро.
В Мемфис, Нефертум приеман за син на Птах и Сехмет. В Делтата на Нил е смятан за син на богинята-кобра Уаджет, а в останалата част от Долен Египет за негова майка се считала Бастет.